# Pesniški Dvor
Pesniški Dvor je naselje v Občini Pesnica. Naselje je dobilo ime po znamenitem Pesniškem dvoru.